# Leopoldov
Leopoldov (em húngaro: Újvároska; alemão: Leopoldstadt) é uma cidade da Eslováquia, situada no distrito de Hlohovec, na região de Trnava. Tem 5,65 km² de área e sua população em 2018 foi estimada em 4.144 habitantes.

## História
A cidade foi fundada em 1664-1669 como uma fortaleza contra os Turco-otomanos por iniciativa do imperador Leopoldo I (daí o nome). Foi concedido o status de cidade em 1669. A fortaleza serviu como uma prisão estadual desde 1855. Uma aldeia chamada "Leopold" (do alemão: Leopoldstadt , Húngaro desde 1873: Lipótvár )tornou-se parte de Leopoldov em 1882. Na Eslováquia moderna, Leopoldov é um importante ponto de transferência de trilhos de trem.
Leopoldov foi fundado em campos das antigas aldeias de Červeník (antiga 'Verešvár') e Šulekovo (antiga Beregsek).

## Cidades Parceiras
- Kuřim, República Checa
- Fertőszentmiklós, Hungria

## Demografia
| Ano:        | 1994 | 2004   | 2014   | 2024   |
| ----------- | ---- | ------ | ------ | ------ |
| Broj ljudi: | 4009 | 4092   | 4143   | 3873   |
| Razlika:    |      | +2,07% | +1,24% | -6,51% |

| Ano:               | 2023 | 2024   |
| ------------------ | ---- | ------ |
| Número de pessoas: | 3907 | 3873   |
| Diferença:         |      | -0,87% |